# Niño salvaje

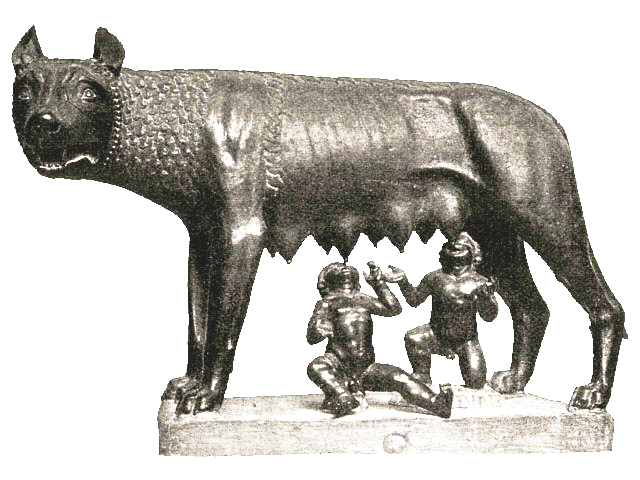
Rómulo y Remo, gemelos legendarios responsables de la fundación de Roma.

Un niño salvaje es una persona que ha vivido fuera de la sociedad  durante un largo período de su infancia. Esta categoría incluye desde personas que no hayan tenido el más mínimo contacto humano durante años o niños que hayan sido confinados.
Hay poca documentación científica de niños salvajes. Uno de los ejemplos más famosos fue narrado en los "diarios detallados" del reverendo Singh, quien sostuvo haber descubierto a Amala y Kamala (dos niñas "criadas por lobos") en un bosque en la India, se probó que era un fraude para obtener fondos para su orfanato. El psicólogo infantil Bruno Bettelheim dijo que Amala y Kamala nacieron con discapacidades mentales y físicas.

## Abandonados en la naturaleza

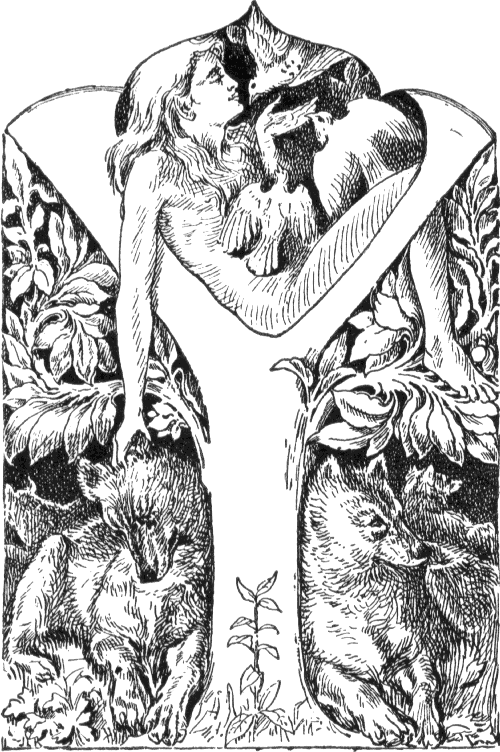
Mowgli, personaje de El libro de la selva de Rudyard Kipling (1894), fue criado por lobos.

Ocasionalmente se han encontrado niños que han podido sobrevivir solos en la naturaleza. Cabe destacar el hallazgo en el siglo XVIII de dos casos: Marie-Angélique Memmie Le Blanc en 1731 y en 1799, Víctor de Aveyron, ambos en Francia. En el segundo de los casos, el médico-pedagogo Jean Marc Gaspard Itard quiso vincular al niño a la vida social despertando la sensibilidad de sus sentidos y ampliando su horizonte de necesidades y relaciones. Todo lo que dieron de sí sus investigaciones fue bienvenido por la comunidad científica y filosófica, ya que podía responder a muchas preguntas acerca de cómo somos realmente: si es cierto que tenemos ideas innatas y si en verdad el hombre es social por naturaleza; pero en cambio los resultados prácticos fueron prácticamente nulos por lo que al propio Víctor se refiere, pues Itard continuó su labor pedagógica con personas afectadas por deficiencias físicas y mentales, con carácter pionero. El cineasta François Truffaut realizó una película sobre el tema: El pequeño salvaje, estrenada en 1970.
Filósofos como Rousseau y Kant suponían ya la existencia de personas así. La razón del interés de la Ilustración por este fenómeno es la consideración de la naturaleza humana como buena por naturaleza, lo que haría aparecer a estos niños como una prueba de ello, de modo similar a la consideración del hombre primitivo o el estado de los pueblos no civilizados como ejemplos de buen salvaje.
Carlos Linneo en su obra Systema naturae describiría sus tres características principales: hirsutismo, imposibilidad de hablar y dificultad para caminar erguidos de forma permanente. Estos niños muestran poca sensibilidad al frío y al calor, visión nocturna y sentido del olfato muy desarrollados; imitan voces de animales y prefieren la compañía de éstos a la de los humanos; olfatean la comida que van a ingerir, duermen del anochecer al alba, de acuerdo con las estaciones; y parecen ser sexualmente indiferentes. De todas formas, estas características dependen del momento en que los abandonen y los encuentren y del grado de interacción con animales y con personas durante su período al margen de la sociedad.

### Criados por animales
Hay registro de niños criados presuntamente por animales, sobre todo por lobos, aunque también por osos, monos o gacelas.
La literatura, desde sus inicios, da muchas referencias a este fenómeno, hasta tal punto que puede considerarse un arquetipo similar al del niño que sobrevive a un abandono para afrontar un destino heroico (Moisés o Edipo). Explícitamente criados por animales son Enkidu (en la Epopeya de Gilgamesh, la narración más importante de la antigua Mesopotamia) y Rómulo y Remo (amamantados por una loba, según el mito fundacional de la antigua Roma). En el siglo XIX, aplicando ya los criterios ilustrados de el buen salvaje de la época, Rudyard Kipling creó el personaje de Mowgli en El libro de la selva (1894). En 1912 Edgar Rice Burroughs hizo lo propio con Tarzán. 
Uno de los casos documentados más polémicos fue el de las denominadas niñas lobo Amala y Kamala, que fueron supuestamente criadas por una manada de lobos cerca Midnapur (región de Calcuta, India) en 1920. Parece ser que no eran hermanas y que habrían tenido que ser acogidas por la manada en dos momentos distintos. Dormían juntas acurrucadas, aullaban, necesitaban estar con perros para comer bien (carne cruda sobre todo), se quitaban a mordiscos las ropas que les ponían, tenían hábitos nocturnos, una vista en la oscuridad y un olfato extraordinarios y serias dificultades para aprender a hablar y caminar erguidas. Las investigaciones más recientes ponen en duda la veracidad de la interpretación dada por el clérigo que inicialmente divulgó la noticia de estas niñas, y sospechan que se trataría en realidad de un fraude montado sobre casos reales de autismo.
En la España de los años cincuenta ocurrió el caso de Marcos Rodríguez Pantoja, que vivió solo desde los siete hasta los diecinueve años en una zona apartada de Sierra Morena donde su único referente social fue una manada de lobos. Su historia ha sido llevada al cine por Gerardo Olivares en la película Entre lobos, estrenada en 2010.

## Confinados

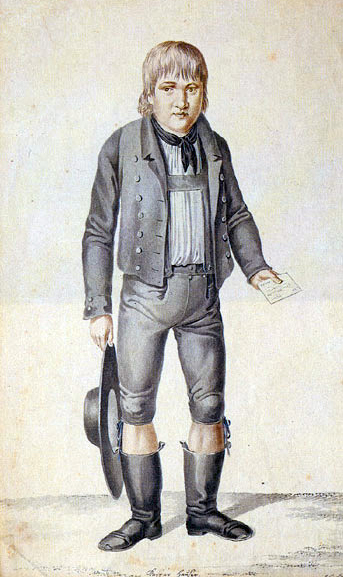
Kaspar Hauser

En casos de confinamiento, otros seres humanos son los responsables directos del aislamiento. Una deficiencia intelectual severa de los padres o su inhabilidad física pueden hacer que no se ocupen de sus hijos, aunque a veces los padres o tutores de estos niños no parecen tener ningún tipo de retraso. Un caso bastante conocido es el de Kaspar Hauser, un adolescente (probablemente de 16 años) que apareció en Núremberg (Alemania) en 1828, mostrando una conducta extraña y lenguaje muy limitado. Estudiado con interés por juristas, teólogos y pedagogos, estimaron que la causa más probable de su estado era que hubiera vivido recluido y sin apenas trato social quizá desde su nacimiento. Sobre su historia se realizó la película El enigma de Kaspar Hauser de Werner Herzog (1974). 
Otro caso muy bien documentado es el de Genie, una niña hallada en 1970 en Los Ángeles (California, Estados Unidos), después de sufrir una infancia de encierro y abuso. Si bien las investigaciones al respecto no resultaron concluyentes, debido a que el proyecto de investigación terminó antes de tiempo, se pudo constatar que los niños aislados suelen tener un desarrollo cerebral diferente al del resto de las personas. Asimismo, se pudo comprobar que el dominio del lenguaje en estos niños no va acompañado del desarrollo gramatical, si bien la expresión de las ideas parece ser algo innato en el ser humano. De este caso se realizó también una película, Mockingbird Don't Sing, de Harry Bromley Davenport (2001). La película Nell, de Michael Apted (1994), que refleja una historia similar, no reproduce ningún caso concreto.

## Reinserción
Cuanto más temprano es el aislamiento y más tardío su hallazgo, más difícil es integrar a estas personas en la sociedad. Por este -a veces- nulo contacto con otros seres humanos y por el trato vejatorio que sufren en ocasiones, su educación es extremadamente compleja y a menudo frustrante para los profesionales que se ocupan de su reinserción y para los tutores que las acogen. Suelen pasar de un hogar adoptivo a otro y es frecuente que mueran jóvenes.

## Presuntos casos
Pocos de ellos han sido confirmados o bien estudiados.
- Los "niños lobos" Hessianos (1341-1344).
- Hans de Liege, el niño irlandés criado por ovejas.
- Los Tres "niños osos" lituanos (1657, 1669, 1694)
- La Niña de Oranienburg (1717)
- Los Dos niños Prenses (1719)
- Pedro de Hamelín (1724)
- La niña de Songi, en Champaña (1731)
- La Niña Oso húngara (1767)
- El hombre salvaje de Cronstadt (finales del siglo XVIII)
- Víctor de Aveyron (1797).
- Kaspar Hauser (a principios del siglo XIX).
- Amala y Kamala, niñas criadas por lobos, de 6 y 4 años, encontradas en la región de Calcuta, India, en 1920.
- Vicente Caucau, niño presuntamente criado por Pumas, encontrado en el sur de Chile (1948).[8]
- Marcos Rodríguez Pantoja, abandonado en Sierra Morena (España) y encontrado en 1965 tras doce años viviendo con lobos y otros animales.
- Marina Chapman, niña criada por una colonia de monos capuchinos en Colombia.
- Genie, hallada en 1970 en Los Ángeles. Es uno de los casos mejor estudiados.
- La niña ucraniana Oksana Málaya, que fue criada por perros hasta la edad de 8 años (en la década de los noventa).
- John Ssabunnya, un niño ugandés que vivió con un grupo de monos verdes en 1991, y luego tuvo una buena rehabilitación. Es uno de los casos mejor documentados y más reconocidos.
- Andrei, un niño de 7 años criado por un perro guardián en la región de Altái, en el sur de Siberia, descubierto en julio de 2004.
- Sunjit Kumar, de Fiyi, criado por gallinas (encontrado en 2005).
- Rochom P'ngieng, hallada en Camboya en enero de 2007 después de casi dos décadas de aislamiento.
- Lyokha, descubierto en Moscú en diciembre del 2007
- Mowgli Girl, encontrada en Uttar Pradesh en abril de 2017[9]

## Filmografía
- L'Enfant sauvage (El pequeño salvaje) (1970): película francesa dirigida por François Truffaut.
- Entrelobos (2010): película española escrita y dirigida por Gerardo Olivares.
- Mamá (2013): película argentina dirigida por Andrés Muschietti.